# Фортуна (фільм)
«Фортуна» (пол. Fuks) — польський комедійний фільм 1999 року режисера Мацея Дуткевича. Прем'єра фільму в Польщі відбулася 20 серпня 1999 року.

## Сюжет
Алексу було лише вісімнадцять. Свій день народження він відсвяткував неймовірно: підірвав вибухівку, викрав автомобіль, допоміг розбити дві міліційні машини. Але він не хуліган. Він плете хитрі інтриги, щоб помститися людині, яку ненавидить. Він має намір вкрасти з товстої каси відомого бізнесмена-ґанґстера Тадеуша, який, як відомо, займається брудними справами. Соня допомагає йому в реалізації плану.

## Акторський склад

### Головні ролі
- Мацей Штур — Алекс Баґінський
- Януш Ґайос — офіцер Мазур
- Адам Ференцій — Тадеуш Баґінський, батько Алекса
- Аґнєшка Крукувна — Соня
- Станіслава Целінська — пані Познанська
- Ґабріела Ковнацька — матір Алекса

## Фільмування
Кінострічку «Фортуна» знімали у Варшаві, столиці Польщі, у період із 5 вересня по 24 жовтня 1998 року.